# Лісопарк Рудно
Лісопа́рк Ру́дно — лісовий заказник місцевого значення в Україні. Розташований у межах Залізничного району Львова, при північній частині селища Рудно. 
Площа 42  га. Статус присвоєно згідно з рішенням Львівської облради від 24.12.2019 року № 961. Перебуває у віданні: Рудненська селищна рада. Нещодавно, з метою забезпечення професійного догляду, лісопарк був переданий на баланс Дочірньому підприємству Скнилівпарк, підрозділу Львівського комунального підприємства Зелений Львів. 
Створений для охорони рідкісних видів місцевої флори та фауни, збереження в природному стані біорізноманіття та використання лісопарку в природоохоронних, науково-дослідних, рекреаційних та освітньо-виховних цілях. 
У деревостані лісопарку переважають: сосна, вільха чорна, дуб, осика, верба біла, глід. Водяться ропуха звичайна та райка деревна, які занесені до Червоного списку Міжнародного союзу охорони природи.
На території лісопарку є спортивний та дитячі майданчики. Крім того, тут розташоване місце поховання євреїв, розстріляних у роки Другої світової війни.